# Sonia Aktar
Sonia Aktar, född 15 juli 1997, är en bangladeshisk simmare.
Aktar tävlade för Bangladesh vid olympiska sommarspelen 2016 i Rio de Janeiro, där hon blev utslagen i försöksheatet på 50 meter frisim.